# Elaphoidella affinis
Elaphoidella affinis is een eenoogkreeftjessoort uit de familie van de Canthocamptidae. De wetenschappelijke naam van de soort is voor het eerst geldig gepubliceerd in 1933 door Chappuis.